# TCIFA National Academy
TCIFA National Academy - to wielofunkcyjny stadion w Providenciales, na Turks i Caicos. Jest obecnie używany głównie do meczów piłki nożnej. Stadion mieści 3000 osób i został zbudowany w 2004 roku. Stadion wchodzi do składu Graceway Sports Complex, który oprócz stadionu piłkarskiego posiada boisko do futbolu amerykańskiego oraz stadion lekkoatletyczny.